# Фрейм (снукър)
Фрейм (на английски: Frame) е термин от играта снукър.
Фреймът в снукъра е периода от играта, който започва с началния (разбиващ) удар, при който разположението на топките трябва да е по точно определен начин. За цветните топки има точно определени позиции на масата, на които те се връщат след вкарването им в джобовете. За разлика от тях за червените има само начална позиция и те остават в джобовете след вкарването си. Жълтата, кафявата и зелената топки се подреждат върху боук линията като кафявата се поставя в средата на боук линията, а жълтата и зелената се поставят на пресечните точки на боук линията с полуокръжността, така че гледано от боук края жълтата да е от дясната страна. Позицията на синята топка е точно в средата на масата, на средата на разстоянието между двата средни джоба. Розовата топка се поставя по средата между синята топка и горния борда на масата, а червените се поставят във формата на триъгълник, така че да са максимално близо до розовата без да я докосват. Черната топка се поставя на 12,75 инча от горния борд.
След като фрейма започне, всички топки в игра могат да бъдат почиствани единствено от съдията по основателна молба от играча на ход и позицията на топката трябва да бъде отбелязана с подходящо устройство, докато не се върне на масата, освен ако топката не е стояла на някоя от точките на масата; устройството, което се използва за отбелязване на позицията на почистваната топка трябва да се счита и оценява със стойността на самата топката, докато тя не бъде почистена и върната на масата. Ако някой друг играч, освен този на ход докосне или премести устройството за отбелязване на позицията на топката, той се наказва, все едно той е играч на ход, но без промяна на реда за игра. Тогава съдията трябва да върне устройството за отбелязване или почистената топка на позицията ѝ по своя преценка, независимо, че тя може да не бъде точно същата.
Наказанията които може да наложи рефера са:
1. ако играчът е наказан с фрейм, то той губи фрейма и губи точковия си актив, а към точковия актив на опонента му се добавят всички точки на оставащите топки на масата, като за всяка червена топка се присъждат по 8 точки и се зачита стойността на всяка неправилно липсваща от масата цветна топка, все едно, че е на масата.
2. ако играчът е наказан с гейм, то той губи фрейма съгласно подточка горепосоченото; допълнително губи оставащия достатъчен брой фреймове за победа в играта, когато броя фреймове е решаващ; или допълнително губи оставащия достатъчен брой фреймове за победа в играта със стойност 147 точки, когато решаващ е общия брой точки.
В случай на отсъствие на играча, който не е на ход от помещението, където се играе, той трябва да си назначи представител, който ще защитава интереса му и ще изисква регистрирането на фаул, ако е необходимо. За такова назначение играча трябва да информира съдията преди да излезе от помещението, където се играе.
При отказ (признаване на противника за победител) или отстъпване: играчът може да се откаже само, когато е на ход. Опонентът му има право да приеме или да не приеме отказа, и той е невалиден, ако опонента му реши да продължи да играе.
Когато решаващ е общия брой точки и фрейма е отказан, към точковия актив на ответната страна се добавя стойността на всички оставащи топки на масата, като за всяка червена топка се добавят по 8 точки и се зачита стойността на всяка неправилно изкарана от масата цветна топка, все едно, че е на масата.
Играчът не трябва да отказва фрейма, докато не се нуждае от снукъри за да победи. Всяко нарушение на това правило трябва да се счита за некоректно поведение.
| Портал | В Портал Снукър можете да намерите още много страници за снукър. |